# 야규 슈메
야규 슈메(일본어: 柳生 主馬,~1651년는 에도 시대 초기의 인물로, 조선계 일본 사무라이다.

## 같이 보기
- 리노이에 모토히로

## 참고 자료
- 白井伊佐牟「朝鮮人の柳生藩士 柳生主馬と柳生家の人々」、『皇学館論叢』第41巻第1号、皇学館大学人文学会 、2008年
- 李家元宥 - 柳生新陰流 の免許を受けた朝鮮出身の武士。